# Laophila modesta
Laophila modesta là một loài bướm đêm trong họ Geometridae.